# Везенберг (Мекленбург)
Везенберг (њем. Wesenberg) град је у њемачкој савезној држави Мекленбург-Западна Померанија. Једно је од 53 општинска средишта округа Мекленбург-Штрелиц. Према процјени из 2010. у граду је живјело 3.163 становника. Посједује регионалну шифру (AGS) 13055074.

## Географски и демографски подаци
Везенберг се налази у савезној држави Мекленбург-Западна Померанија у округу Мекленбург-Штрелиц. Град се налази на надморској висини од 65 метара. Површина општине износи 89,4 km². У самом граду је, према процјени из 2010. године, живјело 3.163 становника. Просјечна густина становништва износи 35 становника/km².

## Међународна сарадња
| Мјесто   | Држава | Врста сарадње | Од    |
| -------- | ------ | ------------- | ----- |
| Јерулосе | Данска | партнерство   | 2000. |
| Извор    |        |               |       |